# Албанские княжества
Албанские княжества (1371—1479) — период в истории средневековой Албании конца XIV-XV вв., когда произошла резкая активизация государствообразующей деятельности в среде этнических албанцев. В этот период на территории современных Албании, Эпира и части Косово возникло несколько небольших, независимых друг от друга государств. До этого, в 1191—1255 годах, после падения Константинополя, в Северной Албании уже возникало княжество Арберия, но оно было вновь включено в состав возрождённой Византии, а затем занято Сербским царством. Усиление албанской государственности во второй раз объяснялось упадком Сербского царства после 1371 года, хотя ещё в 1350-х годах оно контролировало все албанские земли. Греческие Палеологи были уже давно ослаблены турецким нашествием, а власть Венеции и крестоносцев ограничивалась лишь приморскии территориями. В 1444 году албанские княжества делают первую попытку объединиться. Так возникает Лежская лига, основная цель которой оказать противодействие османскому завоеванию албанских земель (тогда христианских). В 1479 году сопротивление лиги было сломлено и вся Албания вошла в состав Османской империи.

## Список албанских княжеств
| #  | Княжество                        | Эмблема | Период    |
| -- | -------------------------------- | ------- | --------- |
| 1  | Арберия                          |         | 1190-1255 |
| 2  | Деспотат Ангелокастрон и Лепанто |         | 1358-1374 |
| 3  | Валонский деспотат               |         | 1332-1417 |
| 4  | Артский деспотат                 |         | 1358-1416 |
| 5  | Княжество Гирокастра             |         | 1386-1434 |
| 6  | Лежская лига                     |         | 1444-1479 |
| 7  | Княжество Музаки                 |         | 1335-1444 |
| 8  | Княжество Кастриоти              |         | 1389-1444 |
| 9  | Княжество Дукаджини              |         | 1387-1444 |
| 10 | Княжество Албания                |         | 1368-1444 |
| 11 | Княжество Арианити               |         | 1432-1444 |